# Dopobarba

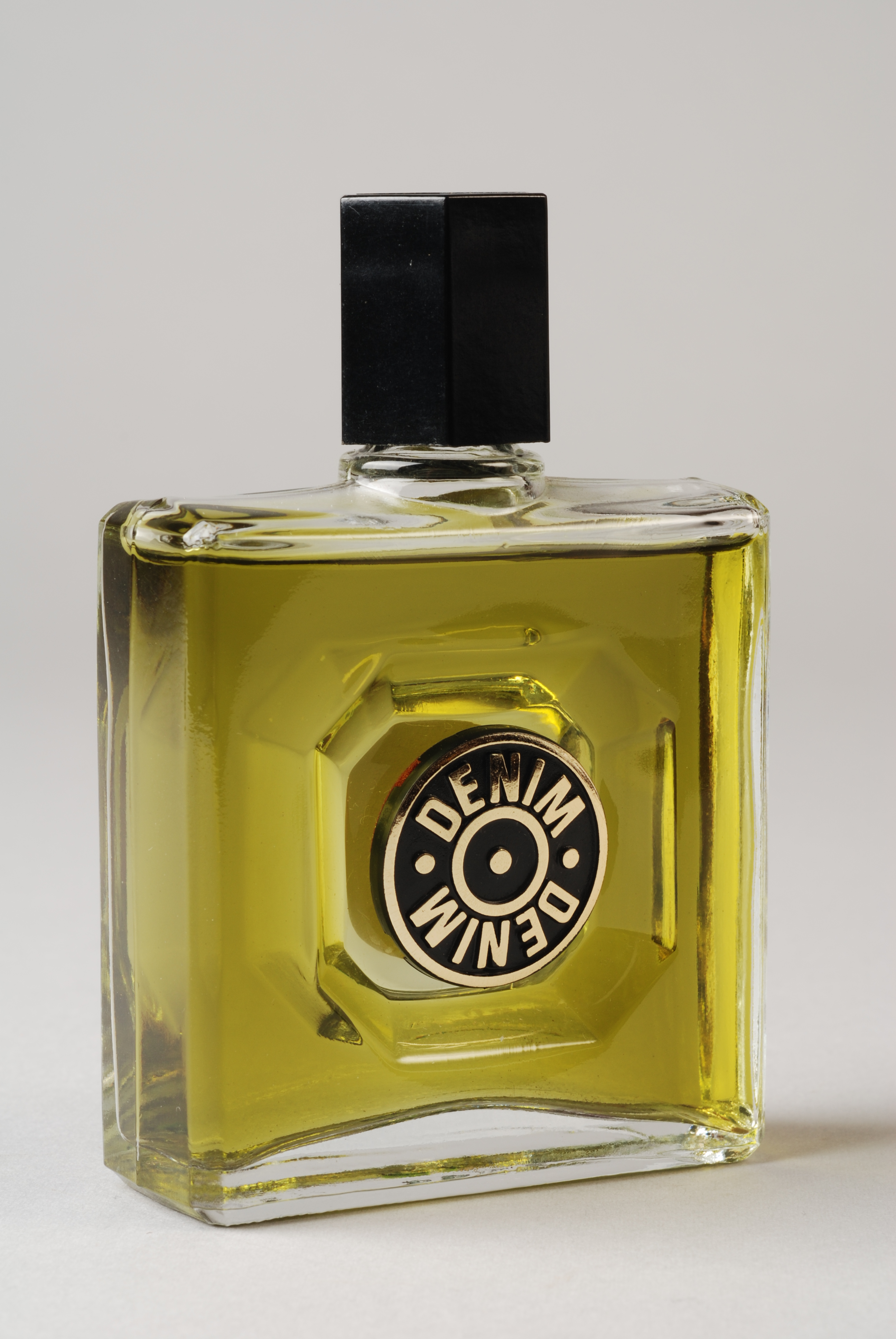
Un esempio di dopobarba

Il dopobarba è una lozione, presente sotto forma di gel, di balsamo o liquida, utilizzata in cosmetica dagli uomini, dopo la rasatura per contrastare eventuali fenomeni irritativi o traumatici che si possono verificare con tale pratica.

## Descrizione
Il dopobarba contiene sostanze antisettiche, come ad esempio alcool, usate per prevenire eventuali infezioni che si potrebbero generare a seguito di traumi locali dovuti alla rasatura, come ad esempio dei piccoli tagli. Oltre a ciò nei dopobarba si trovano anche delle essenze profumate nonché dei composti utilizzati per ammorbidire la pelle.
L'uso dei dopobarba alcoolici è sconsigliabile in persone con pelli sensibili o che abbiano sviluppato una dermatite irritativa a seguito della rasatura perché il dopobarba è irritante a contatto con la pelle. Se nel primo caso basta utilizzare un dopobarba privo di alcool, nel secondo bisogna ricorrere a prodotti astringenti e lenitivi (ad esempio all'ossido di zinco).